# Bolívar (stat)

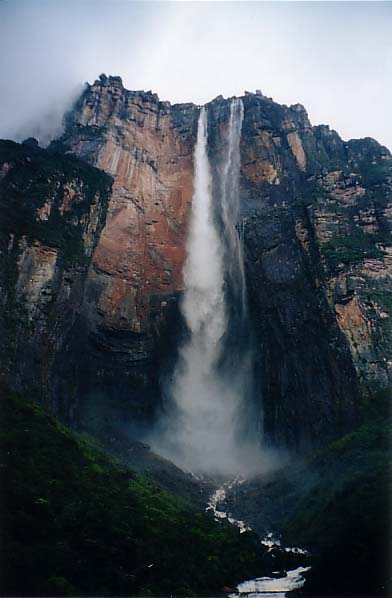
Angel, cea mai înaltă cascadă din lume

Statul Bolívar (spaniolă Estado Bolivar) este unul dintre cele 23 de state (spaniolă estados)  ale Venezuelei. Statul Bolívar ocupă o suprafață de 26,49% din teritoriul Venezuelei, adică un teritoriu de 242,801 km².

## Municipalități
Statul Bolívar este compus din 11 municipalități și 46 districte administrative.
| Municipalitatea        | Capitala              | Suprafața  | Populație           | Localizare |
| ---------------------- | --------------------- | ---------- | ------------------- | ---------- |
| Caroní                 | Ciudad Guayana        | 1.612 km²  | 777.283 loc. (2007) |            |
| Cedeño                 | Caicara del Orinoco   | 46.020 km² | 98.000 loc. (2005)  |            |
| El Callao              | El Callao             | 2.223 km²  | 17.410 loc. (2001)  |            |
| Gran Sabana            | Santa Elena de Uairén | 32.990 km² | 48.000 loc. (2006)  |            |
| Heres                  | Ciudad Bolívar        | 5.851 km²  | 292.833 loc. (2001) |            |
| Padre Pedro Chien      | El Palmar             | 2.275 km²  | 18.000 loc.         |            |
| Piar                   | Upata                 | 18.175 km² | 109.355 loc (2008)  |            |
| Angostura (Raúl Leoni) | Ciudad Piar           | 54.386 km² | 30.062 loc. (2001)  |            |
| Roscio                 | Guasipati             | 6.182 km²  | 18.831 loc. (2001)  |            |
| Sifontes               | Tumeremo              | 24.393 km² | 26.947 loc. (2001)  |            |
| Sucre                  | Maripa                | 48.694 km² | 13.481 loc. (2001)  |            |